# القيمة (قارة)

تعديل مصدري - تعديل

القيمة هي إحدى قرى عزلة قارة بمديرية قارة التابعة لمحافظة حجة، بلغ تعداد سكانها 1295 نسمة حسب تعداد اليمن لعام 2004.